# Банкомат удачи
Банкомат удачи (англ. Instant Cash) — канадская телеигра, выходящая по понедельникам в 10 часов вечера. Премьера игры состоялась 31 января 2011 года на канале TVtropolis. Продюсером и автором игры является телекомпания Cineflix. Игра строится вокруг волшебного банкомата, который располагается в торговых центрах городов Онтарио и Торонто в Канаде. Озвучивала банкомат канадская теле- и радиоведущая Коллин Рашолм, режиссёром является Джоэл Голдберг, а создателем игры — канадский телевизионный продюсер, аниматор и телеведущий Маршалл Джей Каплан.
Также с 25 февраля 2014 года повторы игрового шоу идут на канале Вопросы и ответы.

## Игровой процесс
Фиктивный банкомат тайно установлен на большой площади канадского торгового центра, откуда в основном и начинается игровой процесс. Сопернику или соперникам он голосом задаёт ряд вопросов с несколькими вариантами ответов. За каждый правильный ответ участник получает деньги. Но любой неправильный ответ участника приводит к выбыванию из игры, но до этого момента их выигрыш сохраняется.
На определённых этапах игры, когда игрок или игроки накопили 150, 800 или 2 500 долларов, банкомат даёт участникам пройти испытание, за успешное прохождение которого выигрыш удваивается, но в случае неудачи их деньги сгорают и они выбывают из игры. Испытания включают в себя принуждения поносить смешную одежду, попросить незнакомца об одолжении или найти хозяина торгового центра вне конкретного названного банкоматом магазина. Кроме того, игрокам разрешается выходить из игры и забирать деньги на данных этапах.
Если какой-либо участник доходит до финального вопроса, банкомат предлагает ему последнее испытание, которое, как правило, гораздо сложнее трёх предыдущих. Примеры могут быть следующими: заставить постороннего человека с его разрешения плеснуть ему в лицо слаши (ледяной сок), либо заставить постороннего человека с его разрешения побрить ему голову. Любой игрок, который пройдёт это испытание, выиграет главный приз — 10 000 долларов (в первом сезоне 15 000 долларов), но в случае проигрыша участник просто вылетает из игры.
Также в игровой процессе встречаются мини-игры, где банкомат привлекает к себе проходящего мимо посетителя торгового центра. У этого участника будет шанс выиграть 20 долларов, если он сможет ответить на один вопрос общей тематики.
| Денежное дерево   |
| ----------------- |
| $10,000 ($15,000) |
| $5,000            |
| $2,500            |
| $2,000            |
| $1,600            |
| $800              |
| $500              |
| $300              |
| $150              |
| $50               |

## Канадская версия
В канадской версии игры «Такси удачи» (англ. Cab Cash) принцип игры примерно тот же. Случайные пассажиры садятся в такси, как для обычной поездки, и к своему удивлению обнаруживают, что попали в игру. Шоу ведет Адам Гроув.